# Leïla Maknoun
Leïla Maknoun, née le 19 janvier 1992 à Paris, est une footballeuse internationale tunisienne évoluant au poste d'attaquante.

## Carrière
Leïla Maknoun joue d'abord pour le Paris FC, l'équipe B de Saint-Maur puis Blanc-Mesnil en D3, avant de rejoindre la formation du Paris Saint-Germain. Elle évolue la première année avec les moins de 19 ans, la seconde avec l'équipe réserve puis, en 2012, elle intègre l'équipe première, en D1. L'année suivante, elle rejoint Guingamp, toujours en D1, et y joue onze matchs.
Par la suite, elle joue en deuxième division dans différents clubs : Issy, Rouen puis Aurillac Arpajon.

## Palmarès
Paris Saint-Germain
- Vainqueur du Challenge de France en 2010